# Adolf Lindemann
Adolf Carl Hermann Lindemann (* 28. Februar 1880 in Güstrow; † 7. Dezember 1954 in Hamburg) war ein deutscher Gymnasiallehrer.

## Leben
Adolf Lindemann wurde als ein Sohn des Gymnasiallehrers Hartwich Lindemann geboren. Der Phykologe und Taxonom Erich Lindemann war sein Bruder.
Lindemann bestand das Abitur am Realgymnasium Güstrow und studierte bis 1901 Mathematik und Naturwissenschaften in Rostock und Berlin. Von 1922 bis 1945 war er Lehrer am Wilhelm-Gymnasium. 1924 kam er als Nachrücker für die DVP in die Hamburgische Bürgerschaft. 1933 trat er in die NSDAP ein.